# 542
542（五百四十二、ごひゃくよんじゅうに）は自然数、また整数において、541の次で543の前の数である。

## 性質
- 542は合成数であり、約数は 1, 2, 271, 542 である。
  - 約数の和は816。
- 169番目の半素数である。1つ前は538、次は543。
- 約数の和が542になる数は1個ある。(541) 約数の和1個で表せる103番目の数である。1つ前は524、次は544。
- 各位の和が11になる49番目の数である。1つ前は533、次は551。
- 542 = 12 + 102 + 212 = 22 + 32 + 232 = 32 + 72 + 222 = 72 + 132 + 182 = 92 + 102 + 192 = 112 + 142 + 152
  - 3つの平方数の和6通りで表せる21番目の数である。1つ前は534、次は546。(オンライン整数列大辞典の数列 A025326)
  - 異なる3つの平方数の和6通りで表せる9番目の数である。1つ前は530、次は546。(オンライン整数列大辞典の数列 A025344)

## その他 542 に関連すること
- 西暦542年
- 紀元前542年
- UDF 542